# マシュー・フィリップ
- マシュー・フィリップ
- マット・フィリップ

マシュー・イアン・"マット"・フィリップ（Mathew Ian "Matt" Philip、1994年3月7日 - ）は、オーストラリア出身のラグビーユニオン選手。
ファーストネームはマット（Matt）の表記も見られる。

## 略歴
オーストラリアのニューサウスウェールズ州出身。2012年にはオーストラリア高校代表、 2014年にはU20オーストラリア代表に選出された。
シドニー・ユニヴァーシティFCを経て、2014年にプロクラブのシドニースターズに加入。2016年からはサウスランドとウェスタン・フォースに移籍。2017年からパーススピリット、2018年からメルボルン・ライジングとレベルズに所属した。
2020年から1シーズンは、フランス・トップ14のポーに加入した。2022年はオーストラリアのレベルズに復帰。
2023年7月、横浜キヤノンイーグルスに加入を発表。
同年9月からのラグビーワールドカップ2023に、オーストラリア代表として出場した。
同年12月10日に行われたJAPAN RUGBY LEAGUE ONE第1節埼玉ワイルドナイツ戦にて先発出場で日本での公式戦初出場を果たした。横浜キヤノンイーグルスでは、2シーズンとも各17試合以上の出場を果たした。
2025年5月、横浜キヤノンイーグルスを退団。同年7月から、オーストラリアのスーパーラグビーチームであるワラターズに加入する。